# Panasonic Lumix DC-S1
Die Panasonic Lumix DC-S1 ist eine spiegellose, digitale Systemkamera (DSLM) mit Vollformat-Bildsensor und L-Bajonett von Panasonic. Sie erschien im Februar 2019.
Sie kann Videos mit 4k/60p aufnehmen. Die Serienbildgeschwindigkeit beträgt bis zu 9 Bilder/s (bei voller Auflösung). Im Gegensatz zu den meisten Digitalkameras hat sie keinen Tiefpassfilter vor dem Bildsensor. Dies ergibt ein besseres Auflösungsvermögen, kann aber bei manchen Motiven und Bedingungen zu Aliaseffekten wie z. B. Moiree-Mustern führen. Weitere Merkmale sind ein Bildstabilisator, der durch mechanisches Bewegen des Sensors arbeitet (Verschieben in zwei Richtungen und Drehen) und sich auch mit dem Stabilisator im Objektiv, falls vorhanden, kombinieren lässt (Dual I.S.), sowie ein HiRes-Modus, in dem die Kamera automatisch acht Bilder nacheinander mit jeweils um einen Pixelbruchteil verschobenem Sensor macht und diese zu einer einzigen Bilddatei mit 96 MP Auflösung zusammenrechnet.

## Lumix DC-S1R
Dieses Modell unterscheidet sich von der DC-S1 vor allem durch einen größeren Bildsensor (36,0 × 24,0 mm) mit 47,3 MP Auflösung. Die Kamera kann im HiRes-Modus Bilder mit 187 MP aufnehmen. Ein Videomodus mit 5k/30p (4.992 × 3.744 Pixel) ist zusätzlich verfügbar.